# Processing
Processing is opensourcesoftware ontwikkeld door C.E.B. Reas (Media Arts) en Benjamin Fry (Broad Institute). Het biedt de mogelijkheid aan kunstenaars, ontwerpers, studenten en hobbyisten om de fundamenten van het programmeren binnen een visuele context te leren.
Processing is een uitbreiding van Java, waardoor bestaande Java-structuren, vaak met vereenvoudigde syntaxis, worden ondersteund. Programma's worden geëxporteerd naar Java-applets die als stand-alone applicatie of binnen een webpagina kunnen worden getoond. De software biedt een eenvoudige IDE voor het organiseren van de projecten.
Het programma is gemaakt om als opensource-alternatief te dienen voor vergelijkbare commerciële softwarepakketten, zoals Vuo. Het is beschikbaar voor Windows, Mac OS X en Linux.
Processing wordt onder andere gebruikt voor Arduino-microcontrollers.